# غوردون كرامر
غوردون كرامر (بالإنجليزية: Gordon Kramer)‏ هو لاعب كرة قدم أسترالية أسترالي، ولد في 4 نوفمبر 1921، وتوفي في 12 فبراير 1989.

## وصلات خارجية
- غوردون كرامر على موقع AustralianFootball.com (الإنجليزية)
- غوردون كرامر على موقع AFLtables.com (الإنجليزية)